# Tadorna cristata
El tarro coreano o tarro crestado (Tadorna cristata) es una especie de ave anseriforme de la familia Anatidae. Es endémica de Asia Oriental y está clasificada como en peligro crítico de extinción. Sin embargo, se piensa que la especie ya está extinta, aunque se reportan avistamientos ocasionales, incluyendo una serie de informes recientes de los humedales del interior de China.
Debido a los constantes informes, la especie está catalogada como en peligro crítico. Sin embargo, no hay avistamientos comprobados desde 1964.
Se sabe muy poco acerca de esta ave debido al número limitado de observaciones. Al parecer se reproduce en Corea y el este de Rusia y es probablemente una especie relicta (abundante), que tuvo una distribución más amplia en tiempos prehistóricos.

## Distribución y hábitat

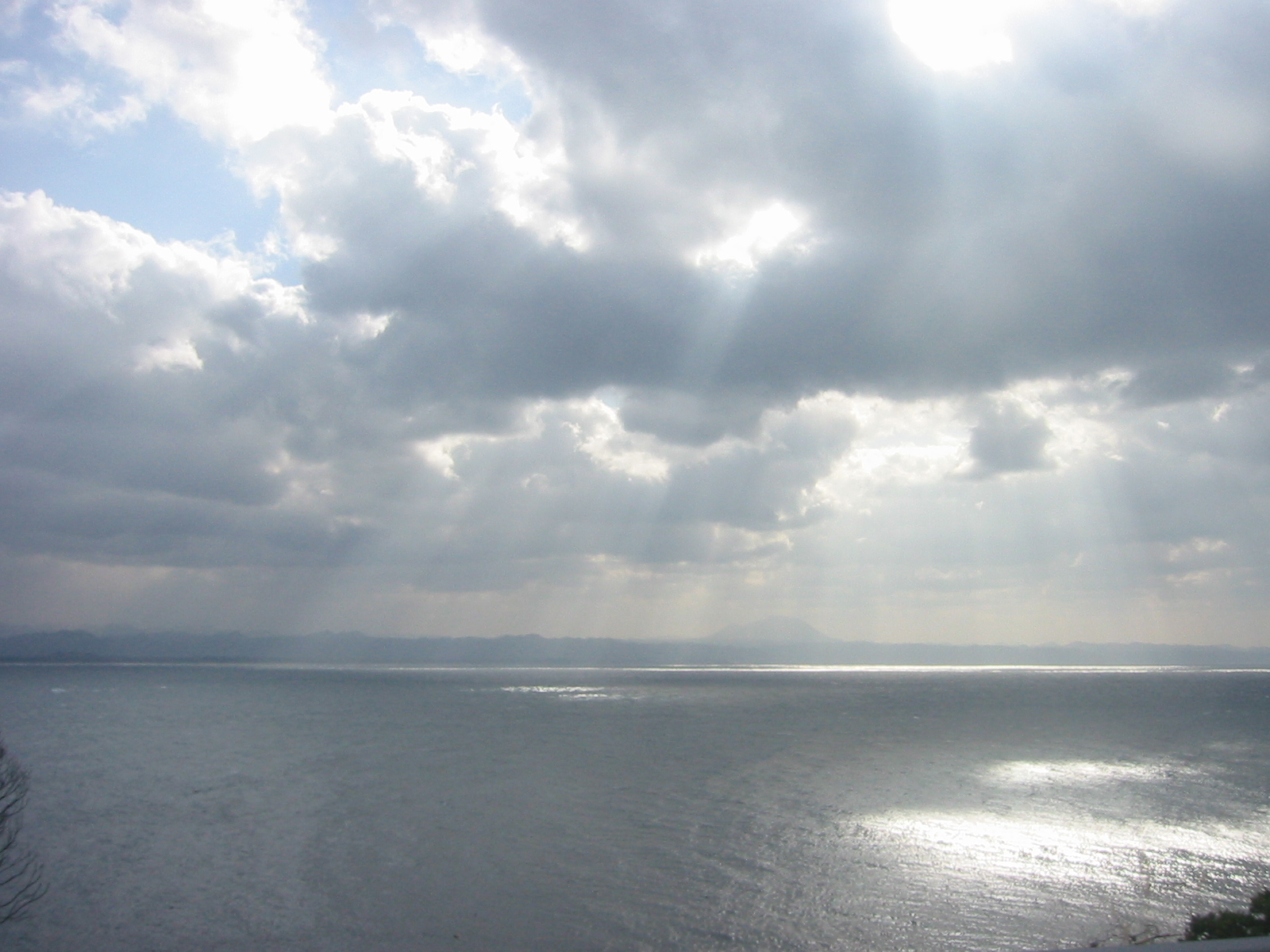
Mar de Japón, donde se encuentran la mayoría de los informes sobre el tarro crestado.

El tarro crestado se ha recolectado cerca de Vladivostok en Rusia y cerca de Busan y Kunsan en Corea. Se ha propuesto que la especie se reproduce en el extremo oriental de Rusia, el norte de Corea del Norte y el noreste de China, y pasa el invierno en el sur de Japón, el suroeste de Corea y a lo largo de la costa este de China hasta el sur de Shanghai. Se cree que tiene una distribución relicta o que estuvo más extendido en tiempos históricos.
Se cree que esta especie vive en una amplia variedad de humedales y hábitats de aguas profundas a diferentes elevaciones. Si bien todos los individuos recolectados provienen de la costa, especialmente cerca de las desembocaduras de los ríos, recientemente ha habido varios informes de humedales interiores en el noreste de China. Se ha especulado que esta especie puede reproducirse en zonas montañosas, ya sea lejos del agua o en lagos volcánicos.

## Taxonomía
La primera muestra de la especie se recogió inicialmente en abril de 1877 cerca de Vladivostok, Rusia. Sin embargo, no fue descrita hasta 1890 cuando el zoólogo inglés Philip Lutley Sclater decidió que la muestra era un posible híbrido entre el tarro canelo (Tadorna ferruginea) y la cerceta de alfanjes (Anas falcata).
En 1913 un par de aves se recogieron en Corea, y el macho fue presentado al ornitólogo japonés Nagamichi Kuroda. Kuroda señaló que el plumaje de los ejemplares no era definitivamente intermedio entre las aves sugeridas por Sclater.
Otra ave fue recogida y entregada a Kuroda en 1916 y con el apoyo de tres ejemplares, que claramente no eran un híbrido, Kuroda lo describe como Pseudotadorna cristata en 1917. Pero ahora se clasifica en el género Tadorna, que incluye otras seis especies de patos del Viejo Mundo. El nombre del género Tadorna proviene de la palabra celta tadorne y significa "aves acuáticas de varios colores". El epíteto específico cristata procede del latín y significa cresta.